# 高島 (愛媛県宇和島市)
高島（たかしま）は、愛媛県宇和島市の宇和島港の沖合いにある無人島である。

## 地理・歴史
東西に細長い形をしている。藩政期に開墾されたが、水が不足していたため、島民は離島し、無人島となった。その位置から三浦湾の防波堤の役目を果たし、また季節風除けの格好となって、島の南側海面は真珠養殖場として利用されている。
昭和40年代には盛運汽船の旅客船が宇和島港と往復し、多くの海水浴客で賑わった。
「世界の中心で、愛をさけぶ」の「夢島」のモデルでもある。
同じ宇和島市には、竹ヶ島の陸繋島に同名の高島があるので注意を要する。

## 行政
愛媛県北宇和郡遊子村、宇和海村を経て、現在は宇和島市に属する。

## 交通
なし

### 道路
なし

## 関連
- 遊子村
- 宇和島市